# سوم (إقليم فرنسي)

تعليق

تعليق

سوم (بالفرنسية: Somme)‏ هو إقليم فرنسي تابع لمنطقة بيكاردي حيث أخذ اسمه من نهر سوم، أهم نهر يمر في الإقليم. ينسب كل من البريد الفرنسي والمعهد الوطني للإحصاء والدراسات الاقتصادية إلى هذا الإقليم بالترميز 80.

## معرض صور

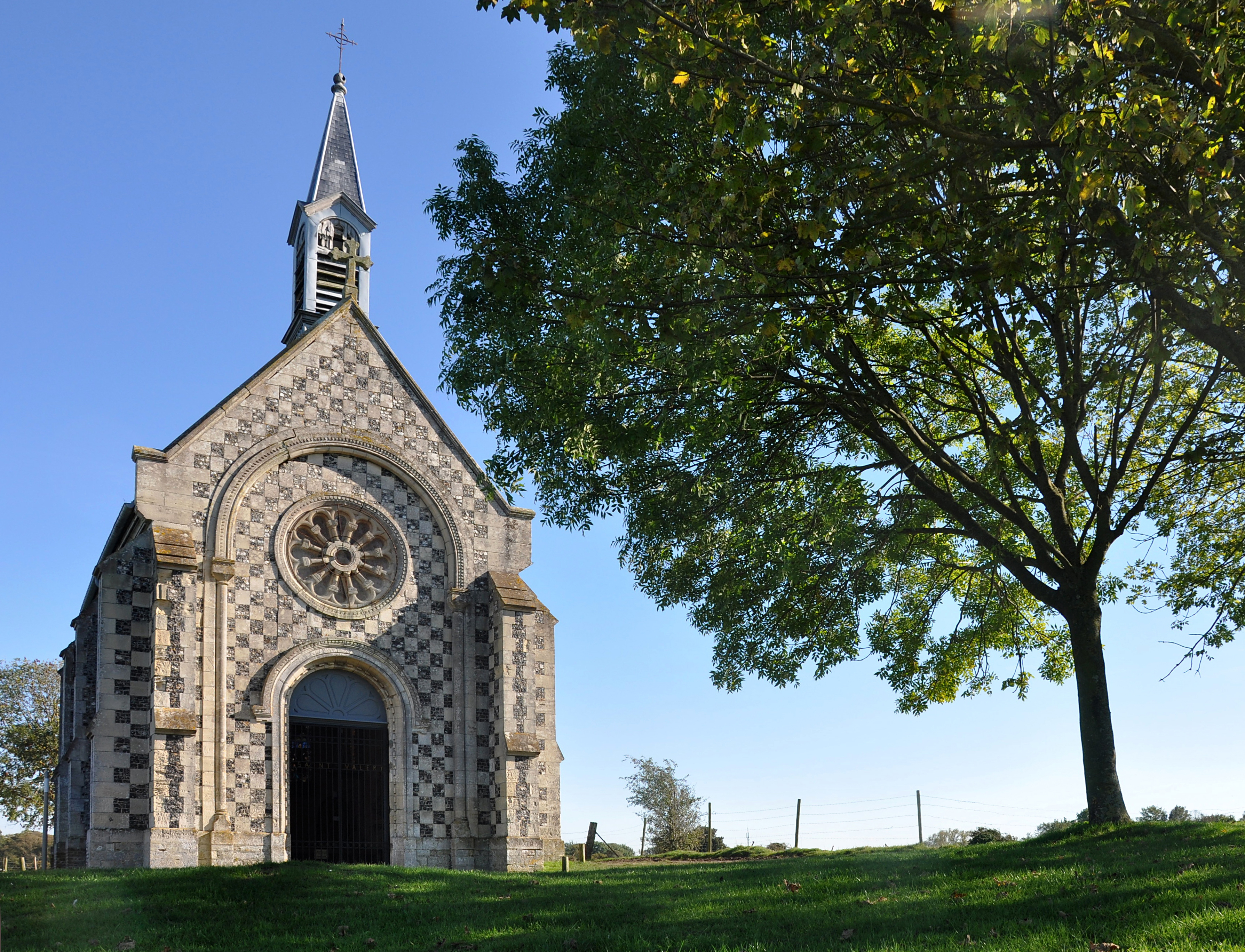
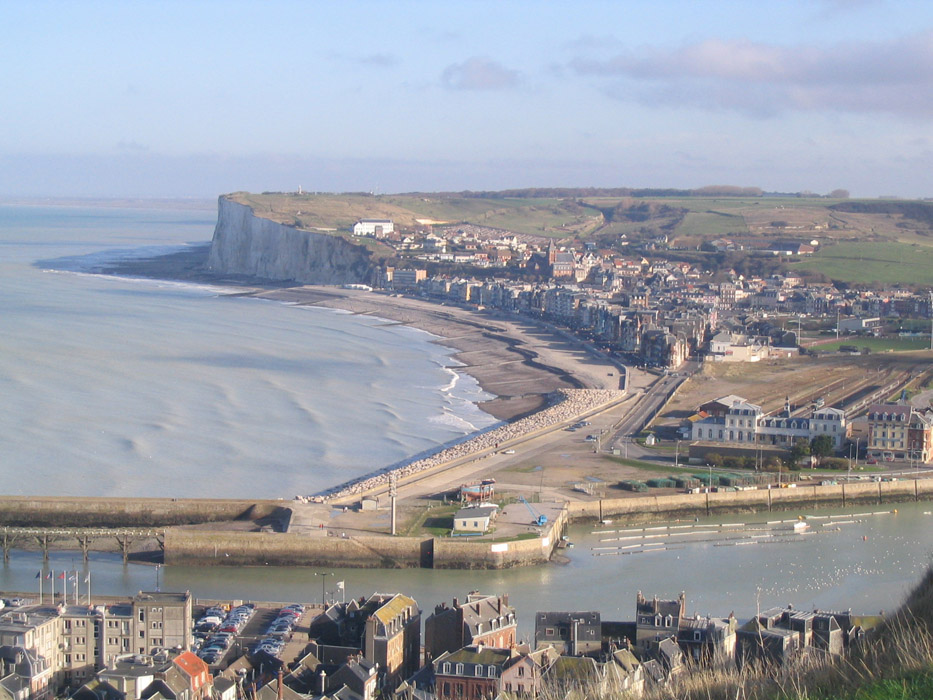
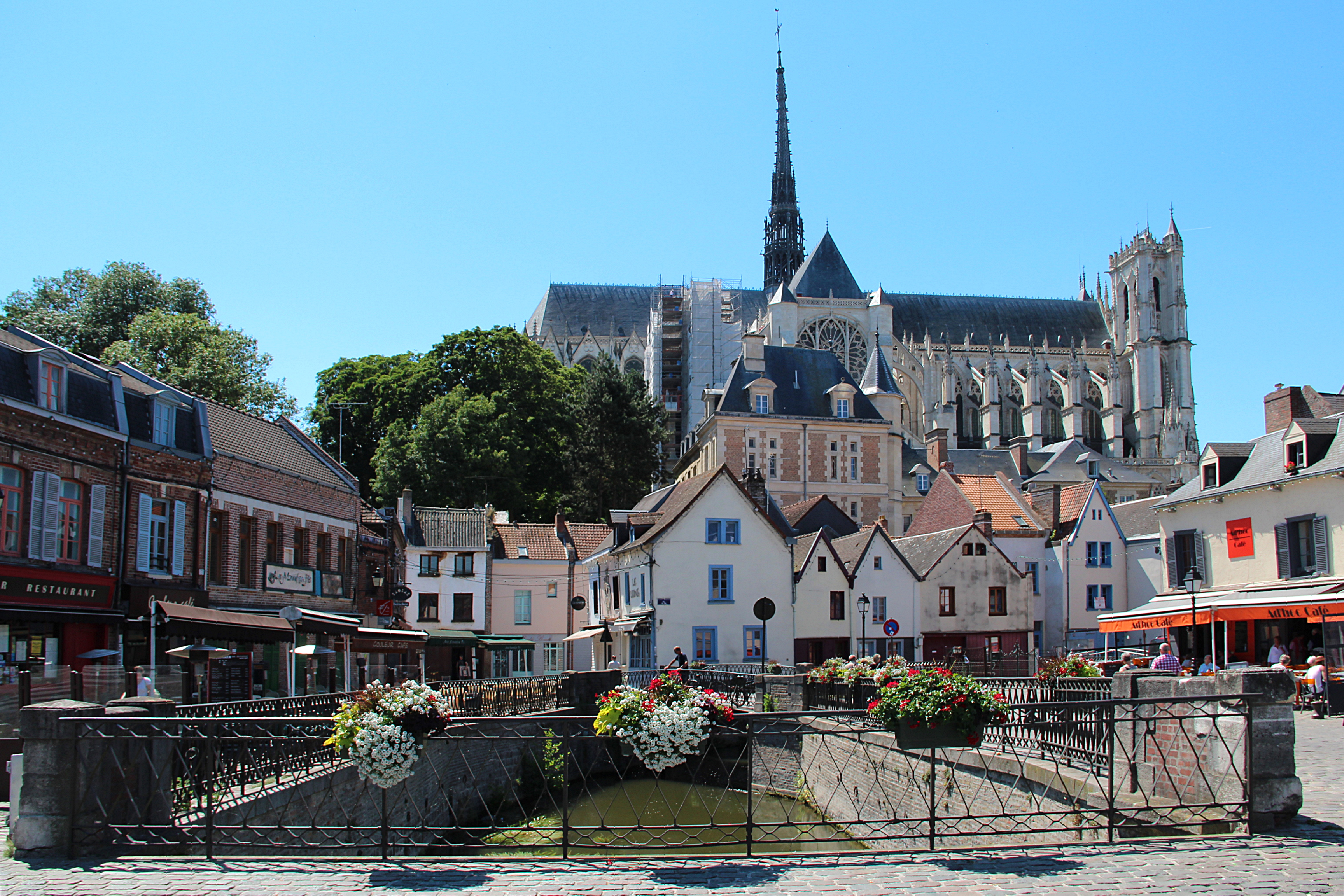
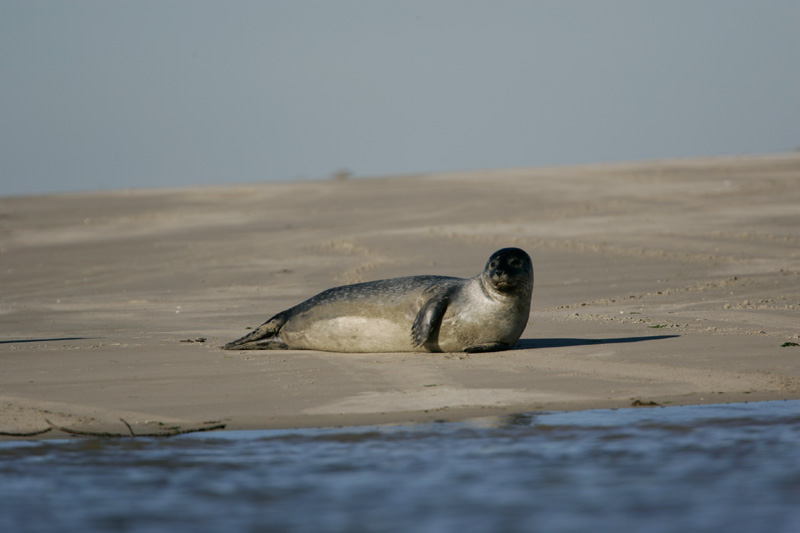
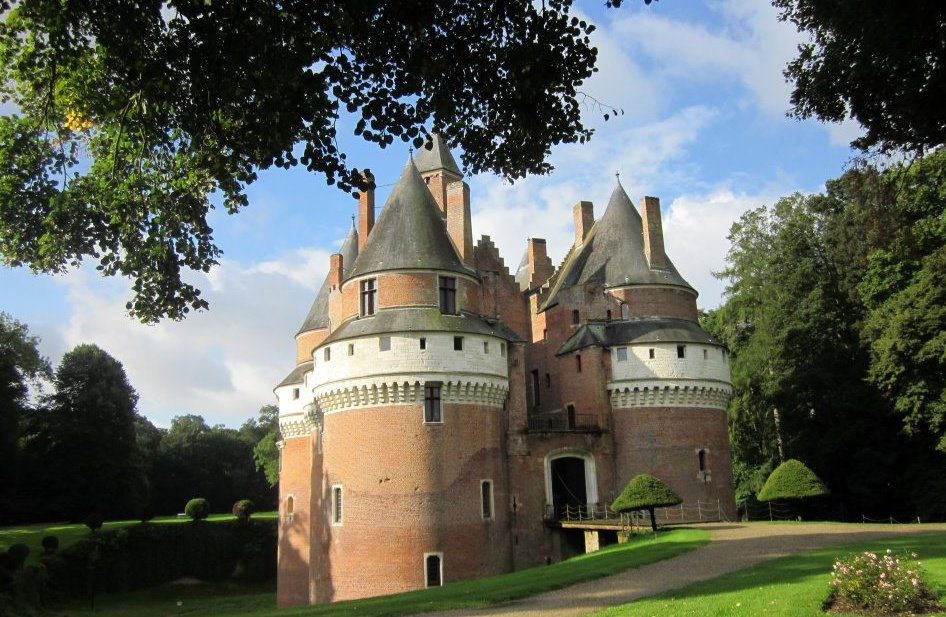

## أعلام
- فريديريك بيتي
- إدوارد بيل
- تومي فاريل
- تشارلز راندال
- آرشي ويلسون
- ألفريد ليشتنشتاين